# Coryphantha delaetiana
Coryphantha delaetiana ist eine Pflanzenart in der Gattung Coryphantha aus der Familie der Kakteengewächse (Cactaceae). Das Artepitheton delaetiana ehrt den belgischen Kaffeeimporteur und Sukkulentenspezialisten Frans de Laet aus Kontich.

## Beschreibung
Coryphantha delaetiana wächst einzeln oder bildet im Alter häufig Gruppen. Die kugelförmigen bis kurz zylindrischen, hellgrünen  Triebe erreichen bei Durchmessern von 6 bis 8 Zentimetern ebensolche Wuchshöhen. Die bis zu 10 Millimeter langen Warzen sind rhomboid. Die ein bis vier rötlichen bis schwarzen Mitteldornen sind 2 bis 2,9 Zentimeter lang. Der unterste von ihnen ist kräftig und etwas gebogen, kann jedoch auch fehlen. Die übrigen sind aufsteigend. Die sieben bis 15 grauen oder weißlichen Randdornen weisen eine Länge von 1 bis 1,5 Zentimeter auf.
Die hellgelben Blüten sind bis zu 4 Zentimeter lang.

## Verbreitung, Systematik und  Gefährdung
Coryphantha delaetiana ist in den mexikanischen Bundesstaaten Chihuahua, Coahuila und Durango auf Schwemmböden verbreitet.
Die Erstbeschreibung als Mammillaria delaetiana durch Leopold Quehl wurde 1908 veröffentlicht. Alwin Berger stellte die Art 1929 in die Gattung Coryphantha.
Coryphantha delaetiana wird in der Roten Liste gefährdeter Arten der IUCN als „Least Concern (LC)“, d. h. nicht gefährdet, eingestuft.

## Nachweise